# Komipermjakisk
Komipermjakisk er et permisk sprog i den uralske sprogfamilie, der tales i Perm kraj i Rusland. Ved den russiske folketælling i 2002 var det 125 000 komipermjakere, hvoraf 94 000 havde komipermjakisk som modersmål.

## Historie
Sammen med syrjensk (komi) og udmurtisk danner komipermjakisk den permiske sproggruppe. Sproget har sandsynligvis udskilt sig fra en fælles sprogform, urpermisk, omkring år 1000. Syrjensk og komipermjakisk er fortsat så nær på hinanden, at de er indbyrdes forståelige, selv om de har forskellige skriftsprog.
Det komipermjakiske skriftsprog blev udviklet i 1930-tallet, først med det latinske alfabet, derefter med det kyrilliske.

## Grammatikk
Komipermjakisk er det uralske sprog, der har flest kasus, ca. 7 flere end syrjensk.